# Łukasz Skorupski
Łukasz Skorupski (født 5. maj 1991 i Zabrze, Polen) er en polsk professionel fodboldspiller, som spiller for Serie A-klubben Bologna og Polens landshold.